# Berezivka, Oleksandria
Berezivka (în ucraineană Березівка) este un sat în comuna Protopopivka din raionul Oleksandria, regiunea Kirovohrad, Ucraina.

## Demografie
Componența lingvistică a localității Berezivka
     Ucraineană (94,38%)
     Rusă (2,73%)
     Alte limbi (1,19%)
Conform recensământului din 2001, majoritatea populației localității Berezivka era vorbitoare de ucraineană (94,38%), existând în minoritate și vorbitori de rusă (2,73%) și armeană (1,7%).